# 軽井沢町 (生駒市)
軽井沢町（かるいざわちょう）は、奈良県生駒市の町名。住居表示実施済み。郵便番号630-0265。

## 地理
生駒市中部に位置し、北から西にかけ仲之町、門前町、南に菜畑町、東に緑ケ丘、西旭ケ丘と接している。

## 歴史
生駒山山腹の傾斜地に位置する。昭和40年代に住宅地として開発された。

### 沿革
- 1969年（昭和44年） - 生駒町菜畑から分離し、生駒町軽井沢が成立[7]。
- 1971年（昭和46年） - 生駒市軽井沢町となる[7]。

## 世帯数と人口
2020年（令和2年）10月1日現在の世帯数と人口は以下の通りである。
| 町丁     | 世帯数  | 人口  |
| -------- | ------- | ----- |
| 軽井沢町 | 281世帯 | 676人 |

### 人口の変遷
国勢調査による人口の推移。
| 1995年（平成7年）  | 598人 | [ 8 ]  |  |
| 2000年（平成12年） | 668人 | [ 9 ]  |  |
| 2005年（平成17年） | 650人 | [ 10 ] |  |
| 2010年（平成22年） | 652人 | [ 11 ] |  |
| 2015年（平成27年） | 610人 | [ 12 ] |  |

### 世帯数の変遷
国勢調査による世帯数の推移。
| 1995年（平成7年）  | 196世帯 | [ 8 ]  |  |
| 2000年（平成12年） | 228世帯 | [ 9 ]  |  |
| 2005年（平成17年） | 232世帯 | [ 10 ] |  |
| 2010年（平成22年） | 242世帯 | [ 11 ] |  |
| 2015年（平成27年） | 235世帯 | [ 12 ] |  |

## 事業所
2016年（平成28年）現在の経済センサス調査による事業所数と従業員数は以下の通りである。
| 町丁     | 事業所数 | 従業員数 |
| -------- | -------- | -------- |
| 軽井沢町 | 8事業所  | 12人     |